# Taeniophyllum orthorhynchum
Taeniophyllum orthorhynchum är en orkidéart som beskrevs av Rudolf Schlechter. Taeniophyllum orthorhynchum ingår i släktet Taeniophyllum och familjen orkidéer. Inga underarter finns listade i Catalogue of Life.